# 小西敏正
小西 敏正（こにし としまさ、1943年5月24日 - ）は建築家、宇都宮大学名誉教授。

## 経歴
東京生まれ。1967年、東京工業大学建築学科を卒業、大学院に進み、1974年東京工業大学助手、1981年宇都宮大学助教授、1990年同教授に就任、2009年定年退職し宇都宮大学名誉教授、2012年4月－2015年3月札幌市立大学　特任教授、建築環境デザイン研究所５２４代表。
1989年“樹脂注入工法による鉄筋コンクリート造ひびわれ補修”により「第17回セメント協会論文賞」を受賞。1997年“材料・構法・デザインの中間領域に立脚した研究”により「日本建築仕上学会　論文賞」を受賞。

## 著書
- 健康のための住まいづくり1986年彰国社
- 知っておきたいインテリア材料の話1993年彰国社
- 平成日本らしさ宣言2009年講談社

## 作品
- TWO PAIRS HOUSE 2002年都市住宅
- 屋根に舞い降りたＵＦＯ1986年ディテール